# Ashgabat

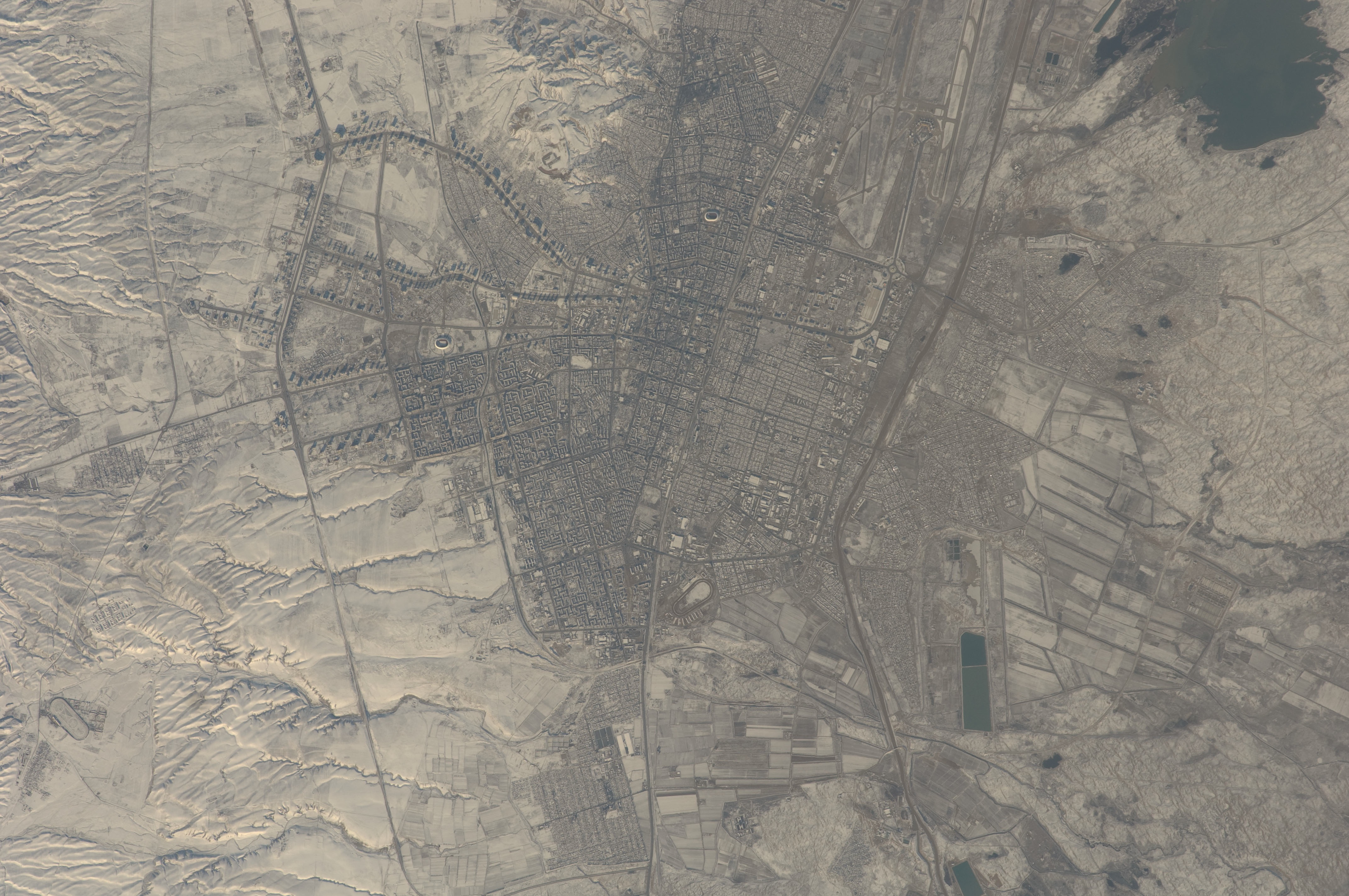
Ashgabat nhìn từ trên không

Ashgabat (tiếng Turkmen: Aşgabat, phát âm [aʃʁaˈbat]; tiếng Nga: Ашхаба́д, chuyển tự: Ashkhabad, IPA: [ɐʂxɐˈbat]) — từng có tên Poltoratsk (tiếng Nga: Полтора́цк, IPA: [pəltɐˈrat͡sk]) từ năm 1919 đến 1927, là thủ đô và thành phố lớn nhất của Turkmenistan, nằm giữa hoang mạc Karakum và dãy núi Kopet Dag.
Thành phố được thành lập vào năm 1881 và trở thành thành phố của Cộng hòa Xã hội chủ nghĩa Xô viết Turkmenia vào năm 1924. Phần lớn thành phố đã bị phá hủy bởi trận động đất Ashgabat năm 1948 nhưng từ đó đã được cải tạo mở rộng theo dự án cải tạo đô thị của Tổng thống Saparmurat Niyazov. Hệ thống kênh Karakum chạy khắp thành phố, mang nước từ Amu Darya từ đông sang tây.

## Tên gọi
Ashgabat có tên Aşgabat trong tiếng Turkmen, Ашхабад (Ashkhabad) trong tiếng Nga từ năm 1925 đến năm 1991, và Ešq-ābād (عشق‌آباد) trong tiếng Ba Tư. Trước năm 1991, tên thành phố thường được ghi là Ashkhabad trong tiếng Anh, chuyển tự từ tên tiếng Nga. Các biến thể khác là Ashkhabat và Ashgabad. Từ năm 1919 đến 1927, thành phố có tên Poltoratsk để tri ận một nhà cách mạng địa phương, Pavel Gerasimovich Poltoratskiy.
Mặc dù tên theo nghĩa đen có nghĩa là "thành phố của tình yêu" hoặc "thành phố của sự tận tụy" trong tiếng Ba Tư hiện đại, tên này có thể được sửa đổi thông qua từ nguyên dân gian. Nhà sử học người Turkmen Ovez Gundogdiyev tin rằng cái tên này có từ thời Parthian, thế kỷ thứ 3 trước Công nguyên, bắt nguồn từ tên của người sáng lập Đế quốc Parthia, Arsaces I của Parthia, ở Ashk-Abad (thành phố của Ashk / Arsaces).

## Lịch sử
Ashgabat là một thành phố tương đối trẻ, được thành lập vào năm 1881 như một công sự và được đặt theo tên của khu định cư Askhabad gần đó. Nằm không xa địa điểm của Nisa, cố đô của Đế quốc Parthia, nó phát triển trên tàn tích của thành phố Konjikala ở con đường tơ lụa, lần đầu tiên được đề cập là một làng sản xuất rượu vang vào thế kỷ thứ 2 trước Công nguyên và bị san bằng bởi một trận động đất ở Thế kỷ 1 trước Công nguyên (tiền thân của trận động đất Ashgabat năm 1948). Konjikala được xây dựng lại vì vị trí thuận lợi của nó trên Con đường tơ lụa và nó phát triển mạnh mẽ cho đến khi bị đế quốc Mông Cổ phá hủy vào thế kỷ 13. Sau đó, nó tồn tại như một ngôi làng nhỏ cho đến khi được đế quốc Nga tiếp quản vào thế kỷ 19.
Một phần của Ba Tư cho đến Trận Geok Tepe, Askhabad đã được nhượng lại cho Đế quốc Nga theo các điều khoản của Hiệp ước Akhal. Nga đã phát triển khu vực này khi nó nằm sát biên giới Ba Tư chịu ảnh hưởng của Anh và dân số tăng từ 2.500 vào năm 1881 lên 19.428 (trong đó một phần ba là người Ba Tư) vào năm 1897. Nó được coi là một thị trấn khá phát triển với các tòa nhà, cửa hàng và khách sạn theo phong cách châu Âu. Năm 1908, Nhà thờ cúng Bahá'í đầu tiên được xây dựng ở Askhabat. Nó đã bị hư hỏng nặng trong trận động đất năm 1948 và cuối cùng bị phá hủy vào năm 1963. Cộng đồng tín ngưỡng Bahá'í ở Turkmenistan phần lớn có trụ sở tại Ashgabat.
Bộ máy cai trị của Liên Xô được thành lập tại Ashgabat vào tháng 12 năm 1917. Tuy nhiên, vào tháng 7 năm 1918, một liên minh của Menshevik, Nhà cách mạng xã hội và cựu sĩ quan Sa hoàng của Quân đội Đế quốc Nga đã nổi dậy chống lại sự cai trị của Bolshevik từ thành phố Tashkent và thành lập Ủy ban điều hành Ashkhabad. Sau khi nhận được một số hỗ trợ (nhưng thậm chí nhiều lời hứa hơn) từ General Malleson, người Anh đã rút vào tháng 4 năm 1919 và Liên Xô đã giành lại quyền kiểm soát thành phố.
Năm 1919, thành phố được đổi tên thành Poltoratsk (Полторацк), lấy tên của Pavel Poltoratskiy, Chủ tịch Liên Xô về Kinh tế Quốc gia của Cộng hòa Xã hội chủ nghĩa Xô viết tự trị Turkestan. Khi SSR Turkmen được thành lập vào năm 1924, Poltoratsk trở thành thủ đô của nó. Tên ban đầu (dưới dạng "Ashkhabad") đã được khôi phục vào năm 1927. Từ giai đoạn này trở đi, thành phố đã trải qua sự phát triển và công nghiệp hóa nhanh chóng, mặc dù đã bị gián đoạn nghiêm trọng bởi trận động đất lớn vào ngày 6 tháng 10 năm 1948. Ước tính khoảng 7.3 trên thang Richter, trận động đất đã giết chết 110-176.000 dân số của thành phố, mặc dù con số chính thức được công bố bởi tin tức Liên Xô chỉ là 40.000.
Vào tháng 7 năm 2003, tên đường phố ở Ashgabat đã được thay thế bằng số sê-ri ngoại trừ chín đường cao tốc chính, một số được đặt theo tên của Saparmurat Niyazov, cha và mẹ của ông. Quảng trường Dinh Tổng thống được chỉ định năm 2000 để tượng trưng cho sự khởi đầu của thế kỷ 21. Phần còn lại của đường phố được gán tên số có bốn chữ số lớn hơn hoặc nhỏ hơn. Sau cái chết của Niyazov năm 2006, những tên đường phố thời Liên Xô đã được khôi phục, mặc dù trong những năm kể từ đó, nhiều người trong số họ đã được thay thế bằng những cái tên tôn vinh các học giả, nhà thơ, anh hùng quân đội và nhân vật nghệ thuật của Turkmen.
Năm 2013, thành phố đã được đưa vào Sách Kỷ lục Guinness là nơi tập trung nhiều tòa nhà bằng đá cẩm thạch màu trắng nhất thế giới.
Các cột mốc lịch sử quan trọng của Ashgabat:
- 1882-1918 - trung tâm hành chính của Vùng Transcaspia của Nga
- 1918-1925 - trung tâm hành chính của tỉnh Turkmen thuộc Cộng hòa xã hội chủ nghĩa Xô viết tự trị Turkestan
- Kể từ tháng 2 năm 1925 - thủ đô của Cộng hòa xã hội chủ nghĩa Xô viết Turkmenia
- Kể từ tháng 10 năm 1991 - thủ đô của quốc gia Turkmenistan độc lập

## Hành chính
Kể từ ngày 5 tháng 1 năm 2018, Ashgabat bao gồm bốn quận (uly etraplar):
- Bagtyýarlyk etraby (trước đây là Tổng thống Niyazov, Quận Lenin, được mở rộng để bao gồm Quận Ruhabat cũ cộng với lãnh thổ mới)
- Berkararlyk etraby (trước đây là Azatlyk, Quận Sovetskiy)
- Büzmeýin etraby (trước đây là quận Abadan, được mở rộng để bao gồm các quận Arçabil và Çandybil cũ)
- Köpetdag etraby (trước đây là quận Proletarskiy)

Thành phố đã giảm số quận trước đó. Các quận Arçabil và Çandybil đã được sáp nhập vào ngày 4 tháng 2 năm 2015 và etrap mới, tên là Arçabil, đã lần lượt đổi tên thành Büzmeýin vào tháng 1 năm 2018. Vào thời điểm đó, quận Abadan của Ashgabat, được tạo ra vào năm 2013 bằng cách sáp nhập thị trấn Abadan và Ashgabat. về phía nam của Abadan, đã bị bãi bỏ và lãnh thổ của nó được sáp nhập vào quận Büzmeýin mới được đổi tên. Các quận Ruhabat trước đây đã bị bãi bỏ cùng một lúc và lãnh thổ của nó được sáp nhập bởi quận Bagtyýarlyk.

## Nhân khẩu
Theo ước tính của cuộc điều tra dân số năm 2012, người Turkmen chiếm 85% dân số thành phố. Người Nga chiếm 7,7% dân số, tiếp theo là người Armenia (1,5%), người Thổ Nhĩ Kỳ (1,1%), người Uzbek (1,1%) và người Azerbaijan (1%).

## Kiến trúc

### Đền Baha'i đầu tiên trên thế giới

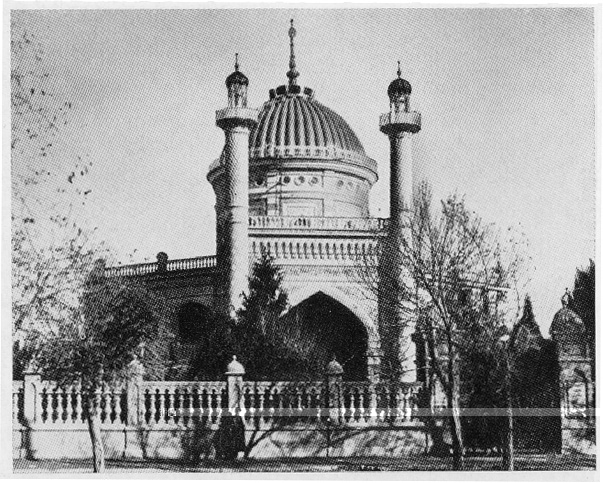
Nhà thờ Bahá'í đầu tiên (1908)

Khi Ashgabat dưới sự cai trị của Nga, số lượng người theo Bahá'í giáo trong thành phố đã tăng lên hơn 1.000, và một cộng đồng Bahá'í được thành lập, với các trường học, cơ sở y tế và nghĩa trang riêng. Cộng đồng đã bầu chọn một trong những tổ chức hành chính địa phương đầu tiên của Bahá'í. Vào năm 1908, cộng đồng Bahá'í đã hoàn thành việc xây dựng Nhà thờ cúng Bahá'í đầu tiên, đôi khi được gọi bằng tên tiếng Ả Rập là mašriqu-l-'aḏkār (tiếng Ả Rập: مشرق اﻻذكا) nơi mọi người thuộc các tôn giáo có thể thờ Thiên Chúa mà không bị giới hạn giáo phái. Tòa nhà được thiết kế dưới sự hướng dẫn của `Abdu'l-Bahá bởi Ustad 'Ali-Akbar Banna Yazdi, người cũng đã viết một lịch sử của Baha'is ở Ashgabat.
Ngôi nhà thờ cúng được bao quanh bởi những khu vườn, với bốn tòa nhà ở bốn góc của khu vườn: một trường học, một nhà nghỉ nơi du lịch của người theo Bahá'í được giải trí, một bệnh viện nhỏ và một tòa nhà dành cho những người trông coi.
Theo chính sách của Liên Xô đối với tôn giáo, người Bahar, tuân thủ nghiêm ngặt nguyên tắc tuân thủ chính quyền pháp lý của họ, đã từ bỏ các tài sản này vào năm 1928. Trong thập kỷ từ 1938 đến 1948, khi nó bị thiệt hại nghiêm trọng bởi trận động đất, đó là một phòng trưng bày nghệ thuật. Nó đã bị phá hủy vào năm 1963.

### Từ 1991-nay
Sau khi rời Liên Xô, thành phố đã có được nhiều tòa nhà dân cư cao tầng. Kỹ thuật xây dựng hiện đại cho phép phát triển nhà cao tầng (chủ yếu là 12 tầng) với khả năng bảo vệ tương đối tốt trước động đất. Chủ yếu bao gồm các tòa tháp dân cư, tầng đầu tiên thường được cung cấp một khu vực mua sắm và một bộ phận dịch vụ. Nhiều tòa nhà được làm bằng đá cẩm thạch trắng. Arch of Neutrality đã bị dỡ bỏ và dựng lại ở dạng ban đầu ở phía nam thủ đô. Tháp Turkmenistan, ở độ cao 211 mét, là tòa nhà cao nhất đất nước.
Ashgabat chủ yếu là một trung tâm chính phủ và hành chính. Trung tâm kinh doanh của Ashgabat nằm trên đường cao tốc Archabil. Xây dựng một số bộ và ban, trung tâm giảng dạy và nghiên cứu và văn hóa là hoàn thành. Phát triển các tòa nhà văn phòng và không gian công cộng dọc theo đại lộ vẫn tiếp tục.

## Kinh tế

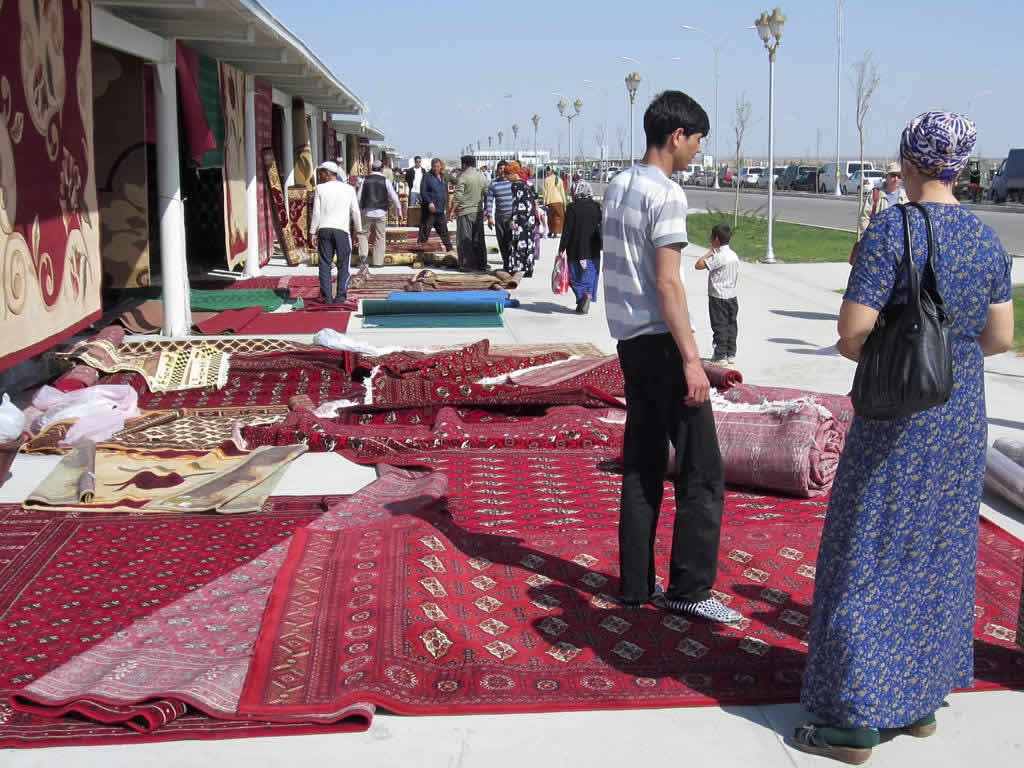
Vải truyền thống Turkmen ở chợ Altyn Asyr

Các ngành công nghiệp chính là dệt bông và gia công kim loại. Đó là một điểm dừng chính trên tuyến đường sắt xuyên Caspia. Một tỷ lệ lớn việc làm ở Ashgabat được cung cấp bởi các tổ chức nhà nước; chẳng hạn như các bộ, thiếu niên và các cơ quan hành chính khác của chính phủ Turkmenistan. Cũng có nhiều công dân nước ngoài làm việc với tư cách là nhà ngoại giao hoặc thư ký tại các đại sứ quán của nước họ. Ashgabat đã tổ chức thỏa thuận Ashgabat, được ký bởi Ấn Độ, Oman, Iran, Turkmenistan, Uzbekistan và Kazakhstan, để tạo ra một hành lang vận chuyển và trung chuyển quốc tế tạo điều kiện cho việc vận chuyển hàng hóa giữa Trung Á và Vịnh Ba Tư.

### Công nghiệp
Hơn 43 doanh nghiệp công nghiệp lớn và 128 cùng với hơn 1.700 cơ sở công nghiệp nhỏ được đặt tại Ashgabat và vùng ngoại ô của nó. Quan trọng nhất là Ashneftemash, Turkenkabel, Quần áo dệt may Turkmenbashi, v.v.

### Mua sắm
Cả người dân địa phương và du khách đều đến chợ Altyn Asyr ở Choganly, nơi có thể mua nhiều mặt hàng, bao gồm cả vải truyền thống và thảm dệt thủ công. Các khu vực mua sắm hiện đại hầu hết được tìm thấy ở các đường phố trung tâm, bao gồm trung tâm mua sắm Berkarar hiện đại và trung tâm mua sắm Paýtagt và Aşgabat. Các cư dân địa phương thích chợ truyền thống: chợ Nga, chợ Teke, chợ Daşoguz, chợ Mir, chợ Jennet, v.v... Cửa hàng bách hóa Yimpas thuộc sở hữu của Thổ Nhĩ Kỳ đóng cửa từ tháng 12 năm 2016.

## Giao thông

Sân bay quốc tế Ashgabat

Thành phố được phục vụ bởi sân bay quốc tế Ashgabat. Turkmenistan Airlines có trụ sở chính trong thành phố. Ashgabat cung cấp dịch vụ hàng không đến và đi từ tất cả các thành phố lớn của Turkmenistan, cũng như một số điểm đến ở châu Á và châu Âu. Ashgabat được phục vụ bởi các hãng hàng không nước ngoài sau: Belavia, Lufthansa, Turkish Airlines, S7 Airlines, flydubai, China Southern Airlines và Uzbekistan Airways.
Tuyến đường sắt xuyên Caspia (Turkmenbashi-Balkanabat-Bereketifer-Ashgabat-Mary-Türkmenabat) chạy qua Ashgabat từ đông sang tây. Từ năm 2006, cũng có một tuyến xe lửa từ Ashgabat ở phía bắc, Đường sắt Trans-Karakum. Vào tháng 5 năm 2009, việc khôi phục nhà ga đường sắt Ashgabat đã hoàn thành.
Ở Ashgabat, có hai trạm xe buýt liên tỉnh, một trạm nằm gần chợ Teke, trạm thứ hai tại sân bay cũ. Có xe buýt hàng ngày đến Archman, Dashoguz và Turkmenabat. Trạm xe buýt chở khách quốc tế mới của Ashgabat đã được khánh thành vào ngày 5 tháng 9 năm 2014.
Giao thông công cộng trong thành phố bao gồm chủ yếu là xe buýt. Hơn 60 tuyến xe buýt bao gồm tổng tầm bắn hơn 2.230 km (1.386 dặm) với 700 xe buýt chạy trên các tuyến đường đô thị. Hiện tại thành phố chủ yếu sử dụng xe buýt của Mercedes-Benz và Hyundai. Lịch trình xe buýt và sơ đồ chi tiết của tuyến đường là tại mỗi điểm dừng. Khoảng cách giữa các điểm dừng là khoảng 300 FPV500 mét. Từ ngày 19 tháng 10 năm 1964 đến ngày 31 tháng 12 năm 2011, thành phố cũng có hệ thống xe đẩy Ashgabat. Vào đầu thế kỷ 20, đường sắt khổ hẹp được vận hành bằng năng lượng hơi nước, kết nối thành phố với vùng ngoại ô Firyuza.
Vào ngày 18 tháng 10 năm 2006, Cáp treo Ashgabat đã khai trương, kết nối thành phố với chân đồi của Kopetdag.
Ashgabat Monorail bắt đầu dịch vụ vào năm 2016, trở thành monorail đầu tiên ở khu vực Trung Á. Nó lưu hành độc quyền trên lãnh thổ của Làng Olympic (Turkmen: Olimpiýa şäherçesi).
Vào tháng 1 năm 2018, đã có báo cáo rằng những chiếc xe màu đen đã bị tạm giữ trong nhiều tuần ở Ashgabat, kết quả của việc Tổng thống Gurbanguly Berdimuhamedov tin rằng những chiếc xe màu đen mang lại điềm xui xẻo.

## Khoa học và giáo dục
Ashgabat là trung tâm giáo dục quan trọng nhất của Turkmenistan với một số lượng lớn các tổ chức giáo dục đại học. Đại học bang Turkmen được thành lập vào năm 1950. Tòa nhà đại học chính tọa lạc tại Beýik Saparmyrat Türkmenbaşy şaýoly. Đại học Y khoa bang Turkmen cũng nằm ở Ashgabat. Nó trực thuộc Bộ Y tế và Công nghiệp Dược phẩm Turkmenistan. Các tổ chức nổi bật khác là Viện Kinh tế và Quản lý Nhà nước Turkmen, một trường kinh doanh chính được thành lập năm 1980, cũng như Viện Kiến trúc và Xây dựng Nhà nước Turkmen và Viện Thể thao và Du lịch Quốc gia Turkmenistan. Năm 2016, Đại học Công nghệ Kỹ thuật Oguzhan dạy bằng tiếng Anh và tiếng Nhật đã được khai trương với sự hỗ trợ của chính phủ Nhật Bản. Đại học Nhân văn và Phát triển Quốc tế là một tổ chức giáo dục đại học tiếng Anh khác.
Học viện Khoa học Turkmen có trụ sở tại Ashgabat.

## Khí hậu
Dãy núi Kopet Dag cách phía nam thành phố khoảng 25 km (16 dặm) và ranh giới phía bắc của Ashgabat tiếp giáp với hoang mạc Karakum. Do đó Ashgabat có khí hậu hoang mạc lạnh (phân loại khí hậu Köppen: BWk) với mùa hè khô, nóng và mùa đông ngắn, mát mẻ, đôi khi khá lạnh. Nhiệt độ cao trung bình trong tháng 7 là 38,3 °C (100,9 °F). Khác với vùng Trung Đông, thời tiết vào ban đêm trong mùa hè ở Ashgabat lại khá ôn hòa, với nhiệt độ trung bình tối thiểu vào tháng Bảy là 23,8 °C (75 °F). Nhiệt độ cao trung bình vào tháng 1 là 8,6 °C (47,5 °F) và nhiệt độ thấp trung bình là −0,4 °C (31,3 °F). Nhiệt độ cao nhất từng được ghi nhận ở Ashgabat là 47,2 °C (117 °F), được ghi nhận vào tháng 6 năm 2015. Nhiệt độ thấp nhất là −24,1 °C (11 °F) đã được ghi nhận vào tháng 1 năm 1969. Tuyết rơi không thường xuyên trong khu vực. Lượng mưa hàng năm chỉ là 201 milimét (7,91 in); Tháng ba và tháng tư là những tháng ẩm ướt nhất, và mức hạn hán vào mùa hè, từ cuối tháng sáu đến tháng chín là gần như tuyệt đối.
| Dữ liệu khí hậu của Ashgabat            | Dữ liệu khí hậu của Ashgabat | Dữ liệu khí hậu của Ashgabat | Dữ liệu khí hậu của Ashgabat | Dữ liệu khí hậu của Ashgabat | Dữ liệu khí hậu của Ashgabat | Dữ liệu khí hậu của Ashgabat | Dữ liệu khí hậu của Ashgabat | Dữ liệu khí hậu của Ashgabat | Dữ liệu khí hậu của Ashgabat | Dữ liệu khí hậu của Ashgabat | Dữ liệu khí hậu của Ashgabat | Dữ liệu khí hậu của Ashgabat | Dữ liệu khí hậu của Ashgabat |
| Tháng                                   | 1                            | 2                            | 3                            | 4                            | 5                            | 6                            | 7                            | 8                            | 9                            | 10                           | 11                           | 12                           | Năm                          |
| --------------------------------------- | ---------------------------- | ---------------------------- | ---------------------------- | ---------------------------- | ---------------------------- | ---------------------------- | ---------------------------- | ---------------------------- | ---------------------------- | ---------------------------- | ---------------------------- | ---------------------------- | ---------------------------- |
| Cao kỉ lục °C (°F)                      | 28.7 (83.7)                  | 32.6 (90.7)                  | 38.6 (101.5)                 | 39.4 (102.9)                 | 44.5 (112.1)                 | 47.2 (117.0)                 | 46.0 (114.8)                 | 45.7 (114.3)                 | 45.6 (114.1)                 | 40.1 (104.2)                 | 37.0 (98.6)                  | 33.1 (91.6)                  | 47.2 (117.0)                 |
| Trung bình ngày tối đa °C (°F)          | 8.6 (47.5)                   | 11.2 (52.2)                  | 16.5 (61.7)                  | 24.1 (75.4)                  | 30.1 (86.2)                  | 36.0 (96.8)                  | 38.3 (100.9)                 | 37.2 (99.0)                  | 31.7 (89.1)                  | 24.3 (75.7)                  | 16.8 (62.2)                  | 10.4 (50.7)                  | 23.8 (74.8)                  |
| Trung bình ngày °C (°F)                 | 3.5 (38.3)                   | 5.5 (41.9)                   | 10.4 (50.7)                  | 17.4 (63.3)                  | 23.3 (73.9)                  | 29.0 (84.2)                  | 31.3 (88.3)                  | 29.6 (85.3)                  | 23.6 (74.5)                  | 16.5 (61.7)                  | 10.2 (50.4)                  | 5.1 (41.2)                   | 17.1 (62.8)                  |
| Tối thiểu trung bình ngày °C (°F)       | −0.4 (31.3)                  | 1.0 (33.8)                   | 5.5 (41.9)                   | 11.6 (52.9)                  | 16.6 (61.9)                  | 21.5 (70.7)                  | 23.8 (74.8)                  | 21.7 (71.1)                  | 16.1 (61.0)                  | 10.1 (50.2)                  | 5.2 (41.4)                   | 1.2 (34.2)                   | 11.2 (52.2)                  |
| Thấp kỉ lục °C (°F)                     | −24.1 (−11.4)                | −20.8 (−5.4)                 | −13.3 (8.1)                  | −0.8 (30.6)                  | 1.3 (34.3)                   | 9.2 (48.6)                   | 13.8 (56.8)                  | 9.5 (49.1)                   | 2.0 (35.6)                   | −5.1 (22.8)                  | −13.1 (8.4)                  | −16 (3)                      | −24.1 (−11.4)                |
| Lượng Giáng thủy trung bình mm (inches) | 20 (0.8)                     | 24 (0.9)                     | 41 (1.6)                     | 32 (1.3)                     | 21 (0.8)                     | 6 (0.2)                      | 3 (0.1)                      | 2 (0.1)                      | 3 (0.1)                      | 10 (0.4)                     | 19 (0.7)                     | 20 (0.8)                     | 201 (7.9)                    |
| Số ngày mưa trung bình                  | 9                            | 9                            | 13                           | 12                           | 10                           | 5                            | 3                            | 2                            | 3                            | 6                            | 8                            | 10                           | 90                           |
| Số ngày tuyết rơi trung bình            | 5                            | 5                            | 1                            | 0.03                         | 0                            | 0                            | 0                            | 0                            | 0                            | 0.1                          | 1                            | 3                            | 15                           |
| Độ ẩm tương đối trung bình (%)          | 78                           | 72                           | 66                           | 58                           | 47                           | 35                           | 34                           | 34                           | 40                           | 54                           | 68                           | 77                           | 55                           |
| Số giờ nắng trung bình tháng            | 112.7                        | 119.4                        | 146.2                        | 194.4                        | 275.1                        | 335.5                        | 353.8                        | 348.1                        | 289.2                        | 216.8                        | 157.2                        | 104.4                        | 2.652,8                      |
| Nguồn 1: Pogoda.ru.net                  |                              |                              |                              |                              |                              |                              |                              |                              |                              |                              |                              |                              |                              |
| Nguồn 2: NOAA (sun, 1961–1990)          |                              |                              |                              |                              |                              |                              |                              |                              |                              |                              |                              |                              |                              |

## Thắng cảnh

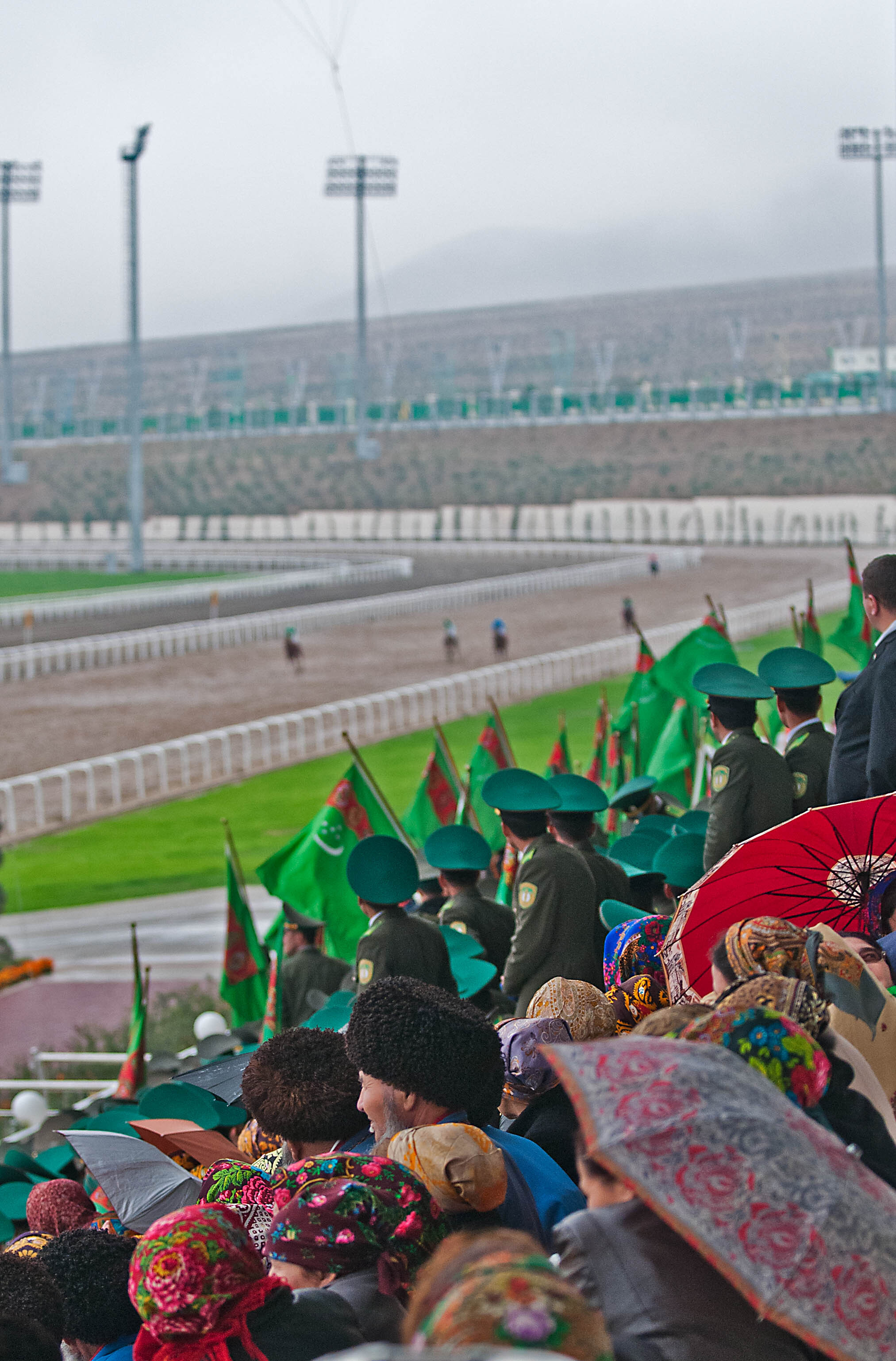
Đua ngựa tại Khu liên hợp thể thao đua ngựa quốc tế

Các bảo tàng bao gồm Bảo tàng Mỹ thuật Turkmen và Bảo tàng Thảm Turkmen, được chú ý nhờ bộ sưu tập thảm dệt ấn tượng cũng như bảo tàng lịch sử Turkmen và Bảo tàng Lịch sử Quốc gia Ashgabat, trưng bày các hiện vật có từ thời văn minh Parthia và Ba Tư. Viện hàn lâm Khoa học Turkmenistan là một học viện quan trọng của việc học cao hơn. Ashgabat cũng là nhà của Arch of Neutrality, chân máy cao 75 m (250 ft) được trao vương miện bởi một bức tượng vàng của cố tổng thống Saparmurat Niyazov (còn được gọi là Turkmenbashi, hoặc lãnh đạo của tất cả Turkmen). Bức tượng cao 15 m (50 ft), được quay để luôn luôn đối mặt với ánh mặt trời vào ban ngày, đã bị gỡ bỏ vào ngày 26 tháng 8 năm 2010 sau khi người kế nhiệm của Niyazov, đương kim Tổng thống Berdimuhamedov, nói rõ rằng vào đầu năm được đưa ra khỏi quảng trường quốc hội của Ashgabat. Năm 2011, một Đài tưởng niệm Hiến pháp đã được xây dựng, tổng chiều cao 185 m (607 ft) khiến nó trở thành tòa nhà cao thứ hai ở Turkmenistan.
Trung tâm văn hóa và giải trí Alem được Guinness World Records công nhận là vòng đu quay cao nhất thế giới trong một không gian kín. Cột cờ Ashgabat là cột cờ đứng cao thứ tư trên thế giới, đứng ở độ cao 436 ft (133 m). Đài phun nước Ashgabat có số lượng đài phun nước lớn nhất thế giới ở nơi công cộng. Ashgabat cũng có Tháp Turkmenistan, là tòa tháp cao nhất ở Turkmenistan, Ngôi sao hình bát giác trang trí của Oguzkhan được công nhận là hình ảnh kiến trúc lớn nhất thế giới của ngôi sao và được ghi vào Kỷ lục Guinness thế giới.

### Cung điện
- Dinh tổng thống Oguzkhan, trụ sở chính của tổng thống.
- Cung điện Ruhyýet, nơi diễn ra các sự kiện chính thức của nhà nước, diễn đàn, các cuộc họp, lễ khánh thành.
- Wedding Palace, là một tòa nhà đăng ký dân sự.

### Rạp hát
- Sân khấu chính
- Nhà hát kịch Mollanepes Turkmen
- Nhà hát Tuổi trẻ Quốc gia Alp Arslan Turkmen
- Nhà hát múa rối nhà nước Turkmen
- Nhà hát kịch Nga bang Pushkin
- Rạp xiếc bang Turkmen
- Nhà hát Watan

### Công viên và quảng trường

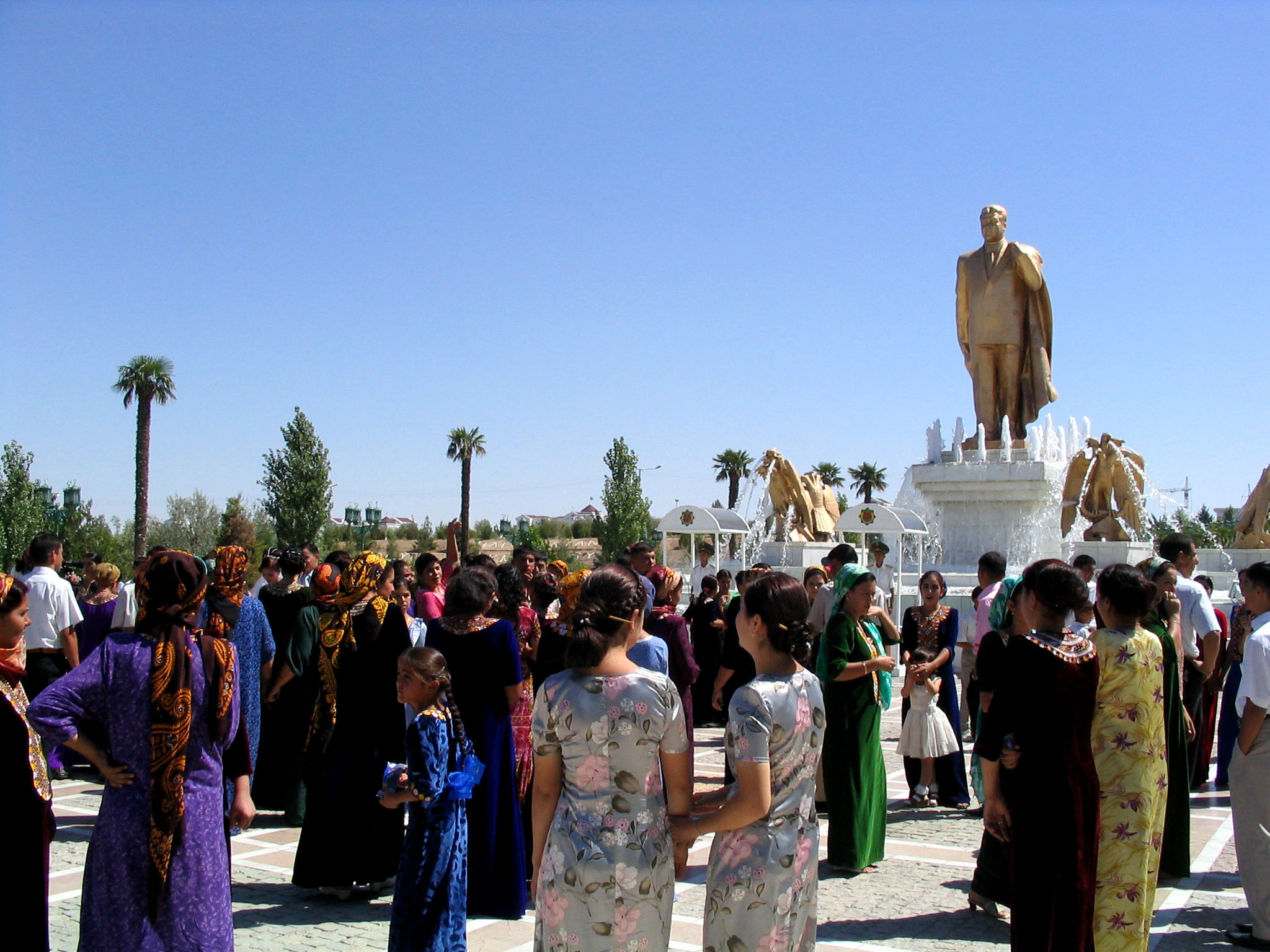
Tượng vàng Saparmurat Niyazov trên đỉnh Tượng đài Trung lập ở Ashgabat

Ashgabat có nhiều công viên và không gian mở, chủ yếu được thành lập vào những năm đầu của Độc lập và được duy trì và mở rộng sau đó. Những công viên tiêu biểu nhất là: Vườn thực vật, Güneş, tình bạn Thổ Nhĩ Kỳ-Turkmenistan, Độc lập. Công viên thành phố lâu đời nhất, Ashgabat, được thành lập vào năm 1887 và được gọi chung là Công viên đầu tiên. Ở trung tâm của Ashgabat là Hẻm cảm hứng, một khu phức hợp công viên nghệ thuật, là nơi yêu thích của nhiều người dân địa phương. Công viên giải trí World of Turkmenbashi Tales là một địa phương tương đương với Disneyland. Hình vuông: 10 năm độc lập Turkmenistan, Magtymguly, Ngọn lửa vĩnh cửu, Zelili, Chyrchyk, Garashsyzlyk, ngày 8 tháng 3, Gerogly, Cá heo, 15 năm độc lập, Ruhyýet, 10 ý Abadançylyk.

#### Khu phức hợp tưởng niệm Halk Hakydasy
Khu phức hợp tưởng niệm Halk Hakydasy được khai trương vào năm 2014 để tưởng nhớ những người thiệt mạng trong trận Geok Tepe năm 1881, trong chiến tranh thế giới thứ hai và để tưởng nhớ các nạn nhân của trận động đất Ashgabat năm 1948. Nó nằm ở phía tây nam của thành phố trên Bekrewe köçesi.

### Rạp chiếu phim
Ashgabat có bốn rạp chiếu phim. Năm 2011, Rạp chiếu phim Aşgabat, rạp chiếu phim 3 chiều đầu tiên ở Turkmenistan, được khai trương tại Ashgabat. Các nhà hát Watan và Turkmenistan đã được xây dựng lại. Một rạp chiếu phim khác nằm trong Trung tâm thương mại Berkarar.

### Nhà thờ Hồi giáo
- Nhà thờ Hồi giáo Türkmenbaşy Ruhy
- Nhà thờ Hồi giáo Gazrtogrul Gazy, một món quà từ Thổ Nhĩ Kỳ, đã được khánh thành vào năm 1998 và giống với Nhà thờ Hồi giáo Xanh ở Istanbul.
- Nhà thờ Hồi giáo Hezreti Omar ở Parahat-7 microdistrict
- Nhà thờ Hồi giáo trong microdistrict thứ 8
- Nhà thờ Hồi giáo Iran

### Nhà thờ Thiên Chúa giáo
- Nhà thờ Saint Alexander Nevsky (thành lập năm 1882, dành riêng năm 1900)
- Nhà thờ Saint Nicholas the Miracle-Worker
- Ngôi nhà cầu nguyện phục sinh của Chúa Giêsu Kitô
- Nhà nguyện biến hình, Ashgabat

## Thể thao

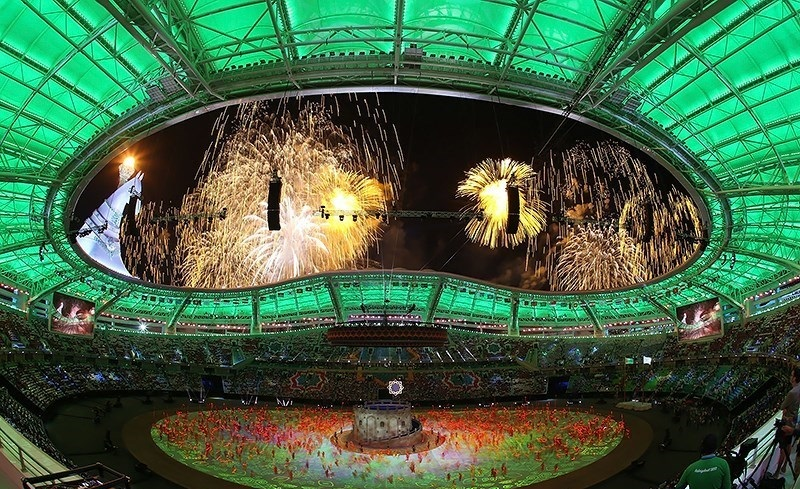
Sân vận động Olympic ở Ashgabat

Các địa điểm thể thao chính ở Ashgabat là Sân vận động Olympic, Sân vận động Ashgabat, sân trượt băng Olympic quốc gia, Khu liên hợp thể thao cho các môn thể thao mùa đông và khu liên hợp thể thao dưới nước Olympic.
Ashgabat được chọn là thành phố chủ nhà của Đại hội thể thao và võ thuật trong nhà châu Á, và cũng là thành phố đầu tiên ở Trung Á tổ chức Đại hội thể thao trong nhà châu Á. Từ năm 2010 đến 2017, một ngôi làng Olympic đã được xây dựng ở phía nam trung tâm thành phố, với chi phí 5 tỷ đô la.
Ashgabat là chủ nhà của Giải vô địch cử tạ thế giới IWF 2018.
Các câu lạc bộ bóng đá chuyên nghiệp của thành phố Altyn Asyr, FC Ashgabat, HTTU Aşgabat và FC Hazyna chơi ở Ýokary Liga, giải đấu hàng đầu của Turkmenistan.

## Thành phố kết nghĩa
- Athens, Hy Lạp[cần dẫn nguồn]
- Albuquerque, New Mexico, Hoa Kỳ[6]
- Ankara, Thổ Nhĩ Kỳ[7]
- Nursultan, Kazakhstan[8]
- Kiev, Ukraina[9][10]
- Yerevan, Armenia (từ năm 2014)[11]